# 加藤雅也の角角鹿鹿
『加藤雅也の角角鹿鹿』（かとうまさやのかくかくしかじか）は、2020年4月18日から2022年9月24日まで奈良テレビで放送されていたテレビ番組。加藤雅也の冠番組であった。

## 概要
約17年間にわたって放送された、高山トモヒロ（ケツカッチン）を起用した旅番組「気ままに」シリーズの第3弾目の番組『気ままにいってきバ〜ス』の後枠で放送が開始された番組。
奈良出身の俳優・加藤雅也を起用し、知っているようで知らない奈良ワールドを県内外に紹介し、多くの人々に奈良の魅力の発見を呼びかける。
加藤は番組内において、奈良の面白いスポットを世界に発信するために加藤自身が立ち上げた架空の研究所「角角鹿鹿　奈良研究所」の所長として出演。加藤以外の番組リポーターも、研究所の「特命リサーチャー」として出演。
番組タイトルの「角角鹿鹿」は、「加藤の奈良への情熱が『かくかくしかじか…』と省略せざるを得ないほどある」ということが由来になっている。

## 出演者

### 角角鹿鹿　奈良研究所・所長（番組MC）
- 加藤雅也

### 特命リサーチャー（リポーター）
- スティーヴ エトウ
- 旭堂南龍
- 逢香
  - 本番組のタイトル・テロップデザインも担当[2]

### ナレーター
- アバンタイトル：小池重二（TVN報道デスク）
- 本編：名倉涼（TVNアナウンサー）

## 放送時間
- 土曜 21:30 - 22:00
  - 番組自体は毎週放送だが、新作は隔週放送で、新作を放送した翌週は前回の再放送を行う。
  - 編成の都合で別時間帯に放送もしくは休止となることがある。

## 放映リスト
| #  | お題               | 放送日         | 概要                                 |
| -- | ------------------ | -------------- | ------------------------------------ |
| 1  | おかし             | 2020年04月18日 | 奈良のお菓子をめぐる旅[※ 1]          |
| 2  | くろ               | 2020年05月02日 | 奈良の墨をめぐる旅[※ 2]              |
| 3  | やよい             | 2020年05月16日 | 「弥生時代」のルーツをめぐる旅[※ 3]  |
| 4  | ならまち（前編）   | 2020年05月30日 | ならまちをめぐる旅[※ 4][※ 5]         |
| 5  | ならまち（後編）   | 2020年06月13日 | ならまちをめぐる旅[※ 4][※ 5]         |
| 6  | あめ（前編）       | 2020年06月27日 | 大台ヶ原を巡る旅[※ 6][※ 7]           |
| 7  | あめ（後編）       | 2020年07月11日 | 大台ヶ原を巡る旅[※ 6][※ 7]           |
| 8  | ひきょうめし       | 2020年07月25日 | 上北山村秘境飯をめぐる旅[※ 8]        |
| 9  | こおり             | 2020年08月08日 | こおりを巡る旅[※ 9]                  |
| 10 | すいか             | 2020年08月22日 | すいかをめぐる旅[※ 10]               |
| 11 | えいが             | 2020年09月05日 | 映画をめぐる旅[※ 11]                 |
| 12 | おうえん           | 2020年09月19日 | 応援をめぐる旅[※ 12]                 |
| 13 | ほてる             | 2020年10月03日 | 恋する奈良のホテルをめぐる旅[※ 13]   |
| 14 | とうきょうのなら   | 2020年10月17日 | 「東京で人気の奈良」をめぐる旅[※ 14] |
| 15 | やぎゅう           | 2020年10月31日 | 柳生をめぐる旅[※ 15]                 |
| 16 | だいぶつ           | 2020年11月14日 | 大仏様と疫病退散をめぐる旅[※ 16]     |
| 17 | 知られざる東大寺   | 2020年11月28日 | 知られざる東大寺をめぐる旅[※ 17]     |
| 18 | 師走               | 2020年12月12日 | 師走の商店街をめぐる旅[※ 18]         |
| 19 | もーもー           | 2021年01月09日 | 新年丑年をめぐる旅[※ 19]             |
| 20 | 写真               | 2021年01月23日 | 写真をめぐる旅[※ 20]                 |
| 21 | おいしい天理       | 2021年02月06日 | 天理グルメめぐる旅[※ 21]             |
| 22 | 鉄道               | 2021年02月20日 | 鉄道の町・王寺町をめぐる旅[※ 22]     |
| 23 | 靴下               | 2021年03月06日 | 靴下をめぐる旅[※ 23]                 |
| 24 | 和紙               | 2021年03月20日 | 吉野手漉き和紙をめぐる旅[※ 24]       |
| 25 | しょうりんじ       | 2021年04月03日 | 桜井市・聖林寺をめぐる旅[※ 25]       |
| 26 | 談山神社           | 2021年04月17日 | 談山神社をめぐる旅[※ 26]             |
| 27 | 薬草               | 2021年05月01日 | 薬草をめぐる旅[※ 27]                 |
| 28 | げいこさん         | 2021年05月15日 | 芸妓さんをめぐる旅[※ 28]             |
| 29 | お茶               | 2021年05月29日 | 大和茶をめぐる旅[※ 29]               |
| 30 | オオカミ           | 2021年06月12日 | ニホンオオカミをめぐる旅[※ 30]       |
| 31 | 信貴山             | 2021年06月26日 | 信貴山をめぐる旅[※ 31]               |
| 32 | 生駒山（前編）     | 2021年07月10日 | 生駒山を巡る旅[※ 32][※ 33]           |
| 33 | 生駒山（後編）     | 2021年07月24日 | 生駒山を巡る旅[※ 32][※ 33]           |
| 34 | 日本の国技「相撲」 | 2021年08月07日 | 相撲のルーツをめぐる旅[※ 34]         |
| 35 | 日本刀             | 2021年08月21日 | 日本刀をめぐる旅 [※ 35]              |

## スタッフ
（2020年4月18日時点）
- 音楽：阿部浩二
- ヘアメイク：川代麻世
- 衣装協力：DE-NA-LI
- 撮影：田中泰圭、徳井正夫
- 音声：田辺光
- 編集：福吉英介
- タイトル：逢香
- ディレクター：林奈美
- AP：田中隆行
- プロデューサー：樋口明
- 制作著作：奈良テレビ放送